# Volkswagen XL Sport Concept
El Volkswagen XL Sport Concept es un coche deportivo concept-car del fabricante de automóviles Volkswagen, presentado en el Salón Mundial del Automóvil de París 2014.

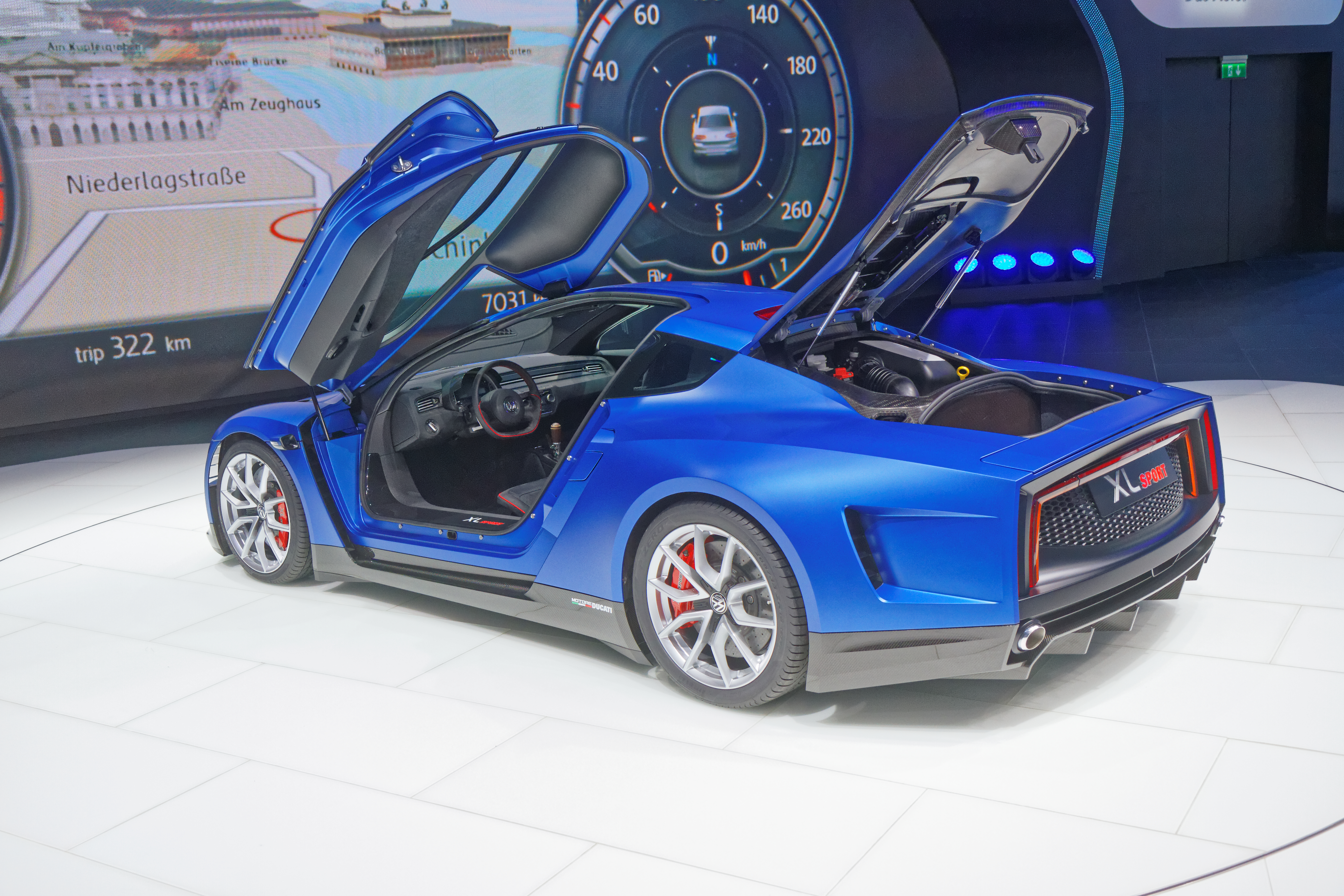
Vista trasera.

### Carrocería
El conjunto chasis-carrocería derivado del Volkswagen XL1, con un peso de 890 kg, está hecho de acero, y material plástico reforzado con fibra de carbono de Volkswagen XL1, con una aerodinámica excepcional de 0,258.